# JCL Ukyo
El JCL Ukyo (codi UCI: JCL) és un equip ciclista japonès professional en ruta, de categoria Continental.
Fundat per l'expilot de Formula 1 Ukyo Katayama, competeix als circuits continentals de ciclisme.

## Principals resultats
- Tour de Java oriental: José Vicente Toribio (2013)
- Volta al Japó: Óscar Pujol (2016)
- Tour de Kumano: Óscar Pujol (2016)
- Tour de Taïwan: Benjamí Prades (2017)
- Tour de Lombok: Nathan Earle (2017)

### Grans Voltes
- Tour de França
  - 0 participacions

- Giro d'Itàlia
  - 0 participacions

- Volta a Espanya
  - 0 participacions

## Classificacions UCI
A partir del 2012 l'equip participa en les proves dels circuits continentals, especialment a l'UCI Àsia Tour.
UCI Àfrica Tour
| Temporada | Classificació per equips | Millor ciclista en la classificació individual |
| --------- | ------------------------ | ---------------------------------------------- |
| 2013      | 20è                      | Antonio Cabello (188è)                         |

UCI Àsia Tour
| Temporada | Classificació per equips | Millor ciclista en la classificació individual |
| --------- | ------------------------ | ---------------------------------------------- |
| 2012      | 68è                      | Yoshimitsu Tsuji (368è)                        |
| 2013      | 28è                      | José Vicente Toribio (34è)                     |
| 2014      | 23è                      | José Vicente Toribio (22è)                     |
| 2015      | 23è                      | Kazushige Kuboki (80è)                         |
| 2016      | 5è                       | Óscar Pujol (12è)                              |
| 2017      | 1r                       | Benjamí Prades (4t)                            |
| 2018      | 3r                       | Benjamí Prades (10è)                           |
| 2019      | 3r                       | Kohei Yokotsuka (50è)                          |
| 2020      | 22è                      | Kōhei Uchima (46è)                             |
| 2021      | 14è                      | Kōhei Uchima (15è)                             |
| 2022      | 2n                       | Yūma Koishi (16è)                              |

UCI Europa Tour
| Temporada | Classificació per equips | Millor ciclista en la classificació individual |
| --------- | ------------------------ | ---------------------------------------------- |
| 2014      | 117è                     | Ido Zilberstein (814è)                         |
| 2017      | 74è                      | Benjamí Prades (416è)                          |
| 2018      | 135è                     | Benjamí Prades (1.437è)                        |
| 2019      | -                        | Benjamí Prades (266è)                          |
| 2020      | -                        | Benjamí Prades (756è)                          |
| 2022      | -                        | Raymond Kreder (321è)                          |

UCI Oceania Tour
| Temporada | Classificació per equips | Millor ciclista en la classificació individual |
| --------- | ------------------------ | ---------------------------------------------- |
| 2017      | 9è                       | Nathan Earle (17è)                             |
| 2019      | -                        | Sam Crome (32è)                                |
| 2020      | -                        | Robbie Hucker (73è)                            |
| 2021      | -                        | Nathan Earle (90è)                             |
| 2022      | -                        | Benjamin Dyball (18è)                          |